# Tsengeltiin Dschigdschiddschaw
Tsengeltiin Dschigdschiddschaw (Mongolisch Цэнгэлтийн Жигжиджав, geboren 1894; gestorben am 22. Mai 1933) war ein mongolischer Politiker und Premierminister der Volksrepublik Mongolei von 1930 bis 1932.
Dschigdschiddschaw wurde 1894 auf dem Gebiet des heutigen Süchbaatar-Aimag geboren. Er machte eine Buchhalterausbildung beim mongolischen Finanzministerium, trat der Mongolischen Revolutionären Volkspartei bei und wurde Buchhalter der landwirtschaftlichen Kooperative Montsenkoop. 1928 wurde er Vorsitzender der Kooperative. Am 27. April 1930 wurde er Premierminister der Mongolei.
Während seiner Amtszeit kam es zu einer Welle der Enteignungen von buddhistischen Mönchen. Die MRVP und die mongolische Regierung gingen gegenüber den religiösen Funktionsträgern auf Konfrontationskurs. Bis zum Ende des Jahres 1931 entstanden 752 Kooperativen, die ein Drittel der Herden des Landes verwalteten. Missmanagement führte dazu, dass acht Millionen Tiere bis Anfang des Jahres 1932 starben. In den Jahren 1931 und 1932 gab es eine Hungersnot in Teilen der Mongolei.
Aufgrund der politisch angespannten Lage und der Hungersnot kam es zu einem Aufstand, der sich über vier mongolische Aimags ausbreitete. Die Regierung unter Dschigdschiddschaw sah sich gezwungen, die Mongolische Revolutionäre Volksarmee zur Hilfe zu rufen. Nach 15 Schlachten gelang es den Streitkräften, die Aufständischen zu besiegen. Die Komintern und Josef Stalin schrieben darauf einen Brief an die MRVP-Spitze und drangen die Mongolen zu einem Kurswechsel. Stalin wies an, für die Unruhen japanische und chinesische Imperialisten verantwortlich zu machen.
Während seiner Amtszeit entstand östlich der Mongolei der japanische Marionettenstaat Mandschukuo. Mit der Ankunft der Kaiserlich Japanischen Armee an der mongolischen Ostgrenze begannen die ersten Scharmützel im Rahmen des Japanisch-Sowjetischen Grenzkonfliktes.
Im Verlauf der Hami-Rebellion sandte die Mongolei unter Dschigdschiddschaw eine Delegation zu den Aufständischen in der Region Hami unter der Führung von Hodscha Niyaz. Burhan Shahidi überlieferte später die detailliertesten Aufzeichnungen der mongolischen Unterstützung der Hami-Aufständischen.
Am 2. Juli 1932 löste Peldschidiin Genden ihn als Premierminister ab und begann die Politik der "Neuen Richtung", während Dschigdschiddschaws Amtszeit fortan als "linke Abweichung" bezeichnet wurde. Dschigdschiddschaw wurde darauf Transportminister. Er wurde am 22. Mai 1933 in einem Vorort von Ulaanbaatar in seiner Jurte erschossen.